# Dragan Kanatlarovski
Dragan ("Dragi") Kanatlarovski (Macedonisch: Драган Канатларовски) (Bitola, 8 november 1960) is een voormalig profvoetballer uit Macedonië, dat sinds 2019 als Noord-Macedonië bekend is. Hij kwam onder meer uit voor Rode Ster Belgrado en Deportivo La Coruña. Na zijn actieve loopbaan stapte hij het trainersvak in. Kanatlarovski was tweemaal bondscoach van zijn vaderland Macedonië: 1999-2001 en 2003-2005.

## Interlandcarrière
Kanatlarovski speelde negen interlands (twee goals) voor Macedonië, nadat hij in 1990 één interland speelde voor Joegoslavië. Onder leiding van bondscoach Andon Dončevski maakte hij zijn debuut voor de nationale ploeg op 13 oktober 1993 in de vriendschappelijke uitwedstrijd tegen Slovenië. Hij nam in dat duel, de eerste voor Macedonië als onafhankelijke staat, het vierde en laatste doelpunt van de Macedoniërs voor zijn rekening.
| Interlands van Dragan Kanatlarovski | Interlands van Dragan Kanatlarovski | Interlands van Dragan Kanatlarovski | Interlands van Dragan Kanatlarovski | Interlands van Dragan Kanatlarovski | Interlands van Dragan Kanatlarovski |
| №                                   | Datum                               | Wedstrijd                           | Uitslag                             | Competitie                          | Goals                               |
| Als speler van Rode Ster Belgrado   | Als speler van Rode Ster Belgrado   | Als speler van Rode Ster Belgrado   | Als speler van Rode Ster Belgrado   | Als speler van Rode Ster Belgrado   | Als speler van Rode Ster Belgrado   |
| ----------------------------------- | ----------------------------------- | ----------------------------------- | ----------------------------------- | ----------------------------------- | ----------------------------------- |
| 1                                   | 28 maart 1990                       | Polen – Joegoslavië                 | 0 – 0                               | Vriendschappelijk                   | 0                                   |
| Als speler van Karşıyaka SK         |                                     |                                     |                                     |                                     |                                     |
| 2                                   | 13 oktober 1993                     | Slovenië – Macedonië                | 1 – 4                               | Vriendschappelijk                   | Goal                                |
| 3                                   | 23 maart 1994                       | Macedonië – Slovenië                | 2 – 0                               | Vriendschappelijk                   | 0                                   |
| 4                                   | 14 mei 1994                         | Macedonië – Albanië                 | 5 – 1                               | Vriendschappelijk                   | 0                                   |
| 5                                   | 1 juni 1994                         | Macedonië – Estland                 | 2 – 0                               | Vriendschappelijk                   | Goal                                |
| Als speler van FK Pobeda            |                                     |                                     |                                     |                                     |                                     |
| 6                                   | 31 augustus 1994                    | Macedonië – Turkije                 | 0 – 2                               | Vriendschappelijk                   | 0                                   |
| 7                                   | 7 september 1994                    | Macedonië – Denemarken              | 1 – 1                               | EK-kwalificatie                     | 0                                   |
| 8                                   | 16 november 1994                    | België – Macedonië                  | 1 – 1                               | EK-kwalificatie                     | 0                                   |
| 9                                   | 12 april 1995                       | Macedonië – Bulgarije               | 0 – 0                               | Vriendschappelijk                   | 0                                   |
| 10                                  | 10 mei 1995                         | Armenië – Macedonië                 | 2 – 2                               | EK-kwalificatie                     | 0                                   |